# Nidaliidae
Nidaliidae é uma família de corais da ordem Malacalcyonacea.

## Géneros
Seguem os gêneros da família:
- Agaricoides (Simpson, 1905)
- Nidalia (Gray, 1835)
- Nidaliopsis (Kükenthal, 1906)
- Orlikia (Malyutin, 1993)